# Wales Open
O Wales Open (lit. Aberto do País de Gales) (antes conhecido como Saab Wales Open e Celtic Manor Wales Open) foi um torneio masculino de golfe profissional, que foi disputado entre os anos de 2000 e 2014 no calendário do PGA European Tour.